# Balaton-felvidék
Balaton-felvidék är kullar i Ungern.   De ligger i provinsen Veszprém, i den västra delen av landet, 120 km sydväst om huvudstaden Budapest.